# 하시라타니 고이치
하시라타니 고이치(일본어: 柱谷 幸一, 1961년 3월 1일 ~ )는 일본의 전 축구 선수이다.

## 구단 경력
1983년 일본 사커 리그의 닛산 자동차에 입단했다. 1992년까지 140경기에 출전하여, 52득점을 넣었다. 1988-89년과 1989-90년 2번의 일본 사커 리그 우승을 차지했다. 1992년 J1리그의 우라와 레즈로 이적했다. 1994년 재팬 풋볼 리그의 가시와 레이솔로 이적했다. 1994년 재팬 풋볼 리그 준우승으로 J1리그로 승격했다. 1996년후 현역 은퇴.

## 국가대표팀 경력
1979년 FIFA 세계 청소년 축구 선수권 대회에 참가할 일본 U-20 국가대표팀에 발탁되었으며, 2경기에 출전했다.
그는 1981년 2월 8일 말레이시아과의 경기에서 일본 국가대표팀에 데뷔했다. 1982년과 1986년 아시안 게임에도 출전했다. 그는 1986년까지 국제 A매치 통산 29경기에 출전, 3득점을 넣었다.

## 통계
| 일본 | 일본 | 일본 |
| 연도 | 출전 | 득점 |
| ---- | ---- | ---- |
| 1981 | 9    | 0    |
| 1982 | 3    | 0    |
| 1983 | 1    | 0    |
| 1984 | 5    | 1    |
| 1985 | 9    | 2    |
| 1986 | 2    | 0    |
| 통산 | 29   | 3    |